# Луч (Минская область)
Луч (бел. Луч, Прамень) — деревня в Червенском районе Минской области. Входит в состав Ляденского сельсовета.

## Географическое положение
Находится в примерно 27 километрах юго-восточнее райцентра, в 89 километрах от Минска и в 9 километрах от железнодорожной станции Гродзянка по линии Верейцы—Гродзянка, на автодороге Червень—Якшицы.

## История
Деревня основана в 1925—1926 годах на территории Колодежского сельсовета в рамках организации колхоза «Красный Луч» (бел. Чырвоны Прамень), куда входили 30 дворов. В 1929 году в деревне организован колхоз «Луч» (бел. Прамень), работала кузница. С 20 февраля 1938 года — в составе Минской области. В период Великой Отечественной войны деревня была оккупирована немецко-фашистскими захватчиками с июля 1941 по начало июля 1944 года, на фронте погиб один житель деревни. В честь погибших в Великую Отечественную войну жителей Луча и окрестностей в деревне был установлен памятник-обелиск. В 1980-е годы деревня относилась к совхозу «Ляды», здесь же находился музей его истории. Согласно Переписи населения СССР 1989 года в деревне насчитывалось 55 хозяйств, проживали 150 человек. По состоянию на 1997 год входила в состав Ляденского сельсовета, здесь насчитывалось 65 дворов, проживали 193 человека. В этот период в деревне работали животноводческая ферма, мастерские по ремонту сельскохозяйственной техники, фельдшерско-акушерский пункт, ветеринарный пункт, Дом кульутры, библиотека, баня, отделение связи, сберкасса.

## Инфраструктура
На 2013 год в деревне имеются фельдшерско-акушерский пункт, библиотека, магазин.

## Население
- 1989 — 55 дворов, 150 жителей.
- 1997 — 65 дворов, 193 жителя.
- 2013 — 63 хозяйства, 161 житель.
- 2024 – 82 жителя.